# Brian Acton
Brian Acton (* 1972) ist ein US-amerikanischer Programmierer und Unternehmer. Neben Jan Koum ist er Gründer von WhatsApp, einer Messaging-Applikation, die sie im Februar 2014 an Facebook, Inc. (heute Meta) verkauften. Seit 2018 ist er als Geldgeber und in leitender Funktion bei der Messaging-App Signal tätig. 

## Leben und Karriere
Acton erwarb 1994 an der Stanford University seinen Abschluss in Informatik. Zuvor studierte er an der University of Central Florida und der University of Pennsylvania. Im Jahre 1992 wurde Acton Systemadministrator bei Rockwell International und später Produkttester bei Apple Inc. und Adobe Inc.
1996 begann Acton, als 44. Mitarbeiter, seine Tätigkeit beim Unternehmen Yahoo. 1998 wurde dort auch sein späterer Geschäftspartner Jan Koum als Infrastruktur-Ingenieur eingestellt. Acton lernte Koum kennen, während er bei Ernst & Young als Sicherheitstester arbeitete. Nachdem beide weitere neun Jahre bei Yahoo gearbeitet hatten, verließen sie im September 2007 das Unternehmen gemeinsam. Sie nahmen sich ein Jahr frei, reisten durch Südamerika und spielten Ultimate Frisbee. Beide steuerten eine Karriere bei Facebook an, wurden dort aber nicht eingestellt. Im Januar 2009 kaufte sich Koum ein Apple iPhone und stellte fest, dass im nur sieben Monate alten App Store bereits ein Dutzend neue Apps verfügbar waren. Daraufhin besuchte er seinen Freund Alex Fishman, um mit ihm über die Veröffentlichung einer eigenen App zu sprechen. Koum entschied sich kurzentschlossen für den Namen WhatsApp, da dieser sich anhörte wie „what’s up“ (dt.: Wie geht’s?). Eine Woche später, am 24. Februar 2009, dem 33. Geburtstag von Koum, gründete er in Santa Clara, Kalifornien das Unternehmen WhatsApp.
Acton verließ WhatsApp im September 2017. Im Februar 2018 investierte er 50 Millionen Dollar in die von ihm und Moxie Marlinspike neu gegründete Signal Foundation, eine Non-Profit-Organisation zur Entwicklung der Messaging-App Signal, und trat der Foundation als deren Vorstandsvorsitzender bei.
Am 20. März 2018 twitterte Acton: „It is time. #deletefacebook“. Im September 2018 erklärte er in einem Forbes-Interview: "Ich habe die Privatsphäre meiner Nutzer für einen größeren Gewinn verkauft".
Im Januar 2022 wurde Acton interimistischer CEO der Signal Foundation.

## Vermögen
Im Jahre 2014 vereinbarten Acton und Koum den Verkauf von WhatsApp an das Unternehmen Facebook Inc. (heute Meta), zum Preis von 19 Milliarden US-Dollar. Forbes Magazine schätzt Actons Vermögen, entsprechend seiner Anteile an der Firma, auf ca. 3,8 Milliarden US-Dollar.